# Heinerscheid
Ne doit pas être confondu avec Heiderscheid.
Heinerscheid (luxembourgeois : Hengescht) est une section de la commune luxembourgeoise de Clervaux située dans le canton de Clervaux.

## Histoire

### Fusion de communes
Heinerscheid était une commune jusqu’à sa fusion avec les communes de Clervaux et Munshausen le 1er janvier 2012 pour former la nouvelle commune de Clervaux. Elle comprenait les sections de Fischbach, Heinerscheid (siège), Hupperdange, Grindhausen, Kalborn et Lieler.